# Tanneke Sconyncx

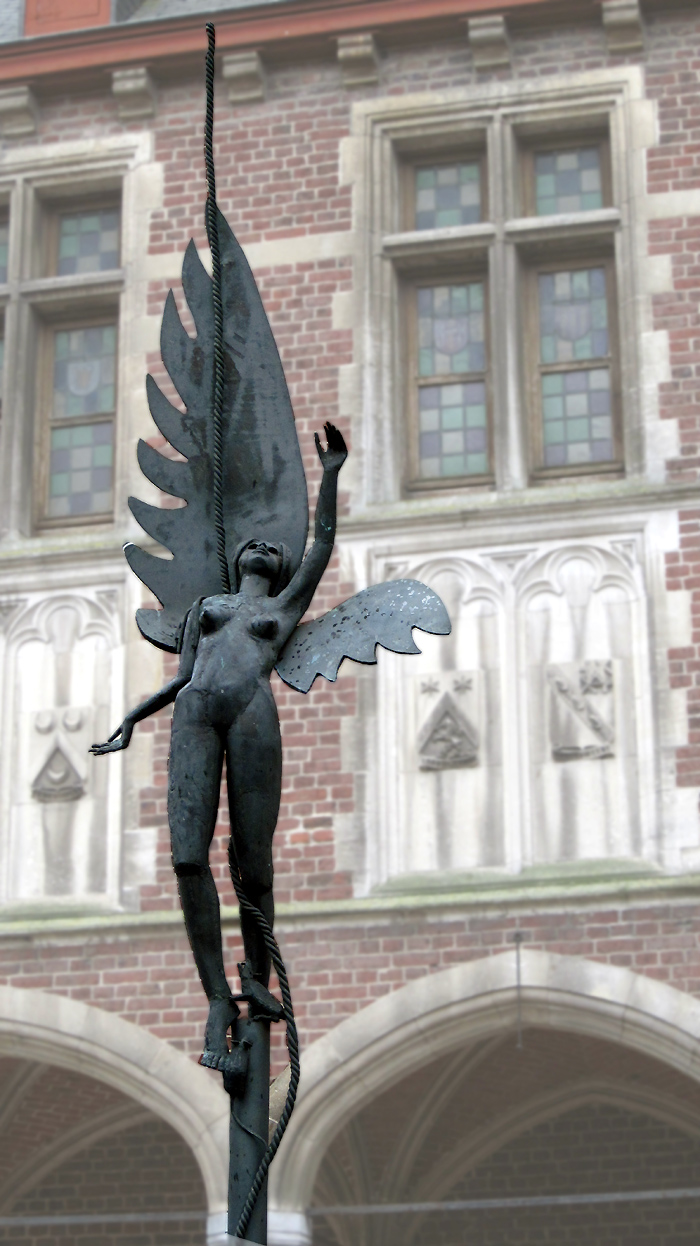
Tanneke Sconyncx.

Tanneke Sconyncx, född 1560, död 2 juni 1603, var en kvinna från Gottem i Flandern som anklagades för häxeri. Hennes fall tillhör de mest välkända häxprocesserna i nuvarande Belgien. 
Sconyncx beskrivs som en rik och vacker borgare. Hon arresterades av fogden i staden Denise, som förde fram en anklagelse om häxeri. Hon förnekade anklagelserna, och hävdade att fogden anklagade henne som hämnd för att hon hade avvisat hans sexuella närmanden. Hon avled under tortyr efter att ha torterats dag och natt från den 23 maj till den 2 juni.  